# Блези Ба
Блези Ба (фр. Blaisy-Bas) насеље је и општина у источном делу централне Француске у региону Бургоња, у департману Златна обала која припада префектури Дижон.
По подацима из 2011. године у општини је живело 705 становника, а густина насељености је износила 53,13 становника/km². Општина се простире на површини од 13,27 km². Налази се на средњој надморској висини од 418 метара (максималној 585 m, а минималној 381 m).

## Демографија
| 1962. | 1968. | 1975. | 1982. | 1990. | 1999. | 2011. |
| ----- | ----- | ----- | ----- | ----- | ----- | ----- |
| 467   | 470   | 601   | 469   | 575   | 587   | 705   |

График промене броја становника у току последњих година